# Chó sục Úc
Chó sục Úc (Australian Terrier) hay còn gọi là Aussie là một giống chó sục có nguồn gốc từ nước Úc, đây là một trong những dòng nhỏ nhất của nhóm chó sục.

## Tổng quan
Được phát triển ở Úc, và là một trong những giống chó sục lao động nhỏ nhất, Sục Úc lần đầu tiên được biết đến là chó sục lông cứng Úc năm 1868 tại Men Bơn, Úc. Chính thức được công nhận năm 1933, loài này có thể được tạo ra bằng cách nhân giống nhiều giống chó sục bao gồm chó sục Ai len, chó sục Cairn, chó sục Dandie Dinmont, Chó sục Yorkshire và chó sục Skye.
Nó được sử dụng để kiểm soát găm nhấm (chuột) và rắn, như một con chó canh gác, và thậm chí như một con chó chăn cừu và như một người bạn đồng hành. Chó sục Úc tương đối mới mẻ với Hoa Kỳ, và lần đầu tiên được công nhận bởi AKC năm 1960. Nhiều ưu điểm của nó như canh gác, theo dấu, khéo léo và trình diễn thủ thuật.

## Đặc điểm
Chó sục Úc là một giống chó nhỏ, chân ngắn, cứng cáp. Chiều cao từ 23 đến 28 cm, nặng 4 đến 6 kg. Nó có đầu thủ dài, đôi tai dựng đứng, hình chữ V và cặp mắt đen lóe sáng. Mũi đen mà tạo thành hình chữ V giữa hai cánh mũi. Hai hàm răng nên khít như lưỡi kéo cắt. Cơ thể hơi dài hơn chiều cao, với lưng thẳng. Ngực khỏe khoắn, tương đối rộng và sâu.
Nó có một bàn chân nhỏ như chân mèo và đuôi cộc dựng đứng. Chó sục Úc là loài ăn ít. Giống chó này là loài khỏe khoắn, cứng rắn. Tuổi thọ cao và không có bệnh nào đáng kể. Tuổi thọ khoảng 15 năm hoặc hơn. Lứa đẻ trung bình 4 cún. Cần dẫn dắt nó đúng phương pháp, tránh những vấn đề về hành vi, kèm theo những vấn đề về lãnh thổ. 
Bộ lông chống chịu được thời tiết, len thô dài khoảng 5-6.5 cm và có màu đỏ sẫm, cát hoặc tối màu, màu xanh bạc với những mảng vện ở đầu và chân. Khi một con cún vài ngày tuổi có huyền đề thì sẽ được gỡ bỏ. Loài chó này có một chùm lông giữa hai tai, và ở chân với cổ có màu sắc nhạt hơn và lông mọc tốt hơn ở những phần còn lại trên cơ thể. Bộ lông thô ráp, dài, dựng dễ chăm sóc và không cần chải nhiều.
Chỉ cần chải vài lần trong tuần, nhẹ nhàng với lớp lông tơ. Việc chải lông kích thích lớp dầu tự nhiên và sẽ sớm mang lại sự mượt mà cho bộ lông. Bởi vì tiêu chuẩn loài này là bộ lông thô cứng, không tắm nhiều để giữ chất dầu tự nhiên. Bộ lông nên được chải khi khô. Nên tỉa lông quanh mắt và tai nếu cần. Móng nên được cắt thường xuyên. Chó sục Úc rụng lông ít.

## Tập tính
Chó sục Úc là một cộng sự nhỏ bé vui tính và tinh nghịch nhưng dũng cảm mà nhắc nhở mọi người rằng nó là một con chó vĩ đại hơn tầm vóc bản thân. Nó có một nguồn năng lượng dường như vô tận và rất trung thành, tình cảm với gia đình chủ nhân và sở hữu một trí thông minh làm cho nó trở thành một vệ sỹ đáng tin cậy, phản ứng nhanh. Nó cảnh giác, hài hước và đáng yêu. Tinh thần cao, tò mò và tự tin, nó rất tập trung lắng nghe và dõi theo sự việc, sự vật, nên nó là một con chó canh gác.
Nó muốn làm hài lòng chủ nhân và dễ dàng huấn luyện hơn những giống chó sục khác. Loài chó này không hay cắn. Nó thích sủa, và phải được nhắc dừng lại, không được sủa nữa. Chó sục Úc có thể cắn trẻ nhỏ. Những đứa trẻ cần được dạy đối xử tốt với con chó, nhưng cũng phải biết cách dẫn dắt con chó. Chúng thân thiện với những giống chó khác cũng như những vật nuôi khác trong gia đình. Tuy nhiên chúng có thể rượt đuổi những loài vật nhỏ khác mà chúng không quen và lúc nào cũng nên được ở trong một khu vực đảm bảo.
Nó tiếp xúc tốt ngoài xã hội. Đây là một giống chó thích đi du lịch. Huấn luyện chó sục Úc cần nghiêm khắc bởi vì giống chó tự tin này thích theo suy nghĩ của riêng nó, mặc dù học rất nhanh. Chó sục Úc phù hợp cuộc sống căn hộ. Nó khá hiếu động trong nhà và sẽ thoải mái mà không cần sân nếu được đi dạo hàng ngày. Chúng không nên được phép chạy tự do vì có xu hướng rượt đuổi. Vận động: Chó sục Úc là một giống chó dễ thích nghi, cần được vận động hàng ngày. Chúng thích thú với sự thay đổi về cách chơi đùa và thích chạy nhảy trong một khu vực phù hợp.